# Sintetički gas
Sintetički gas (engl. syngas), sintezni plin, vodeni plin ili plavi plin je gas koji služi kao sirovina u industriji sinteze organskih jedinjenja, kao gorivo kod zavarivanja, proizvodnje stakla i u drugim industrijama gde je potrebno razviti visoku temperaturu. Sintetički plin se proizvodi tako što se vodena para prevodi preko užarenog uglja ili koksa. Sastoji se uglavnom od ugljen-monoksida (CO) i vodonika (2), onečišćenih s malim količinama 2, 2, 4, i O2.
Sintetički gas je produkat postupka gasifikacije tokom koga se pri povišenoj temperaturi u reaktor s gorivom bogatim ugljenikom dovodi sredstvo za rasplinjavanje (npr. kiseonik, vodena para, vazduh ili ugljen-dioksid), a produkt su ugljen-monoksid i vodonik, koji se mogu upotrebiti za sintezu različitih tečnih ugljovodonika nekom varijantom Fišer-Tropšovog postupka, iz uglja, prirodnog plina ili biomase. Sintetički plin je dakle smeša ugljen-monoksida i vodonika u raznim odnosima, najčešće CO/H2 = 1/2. Direktno najviše služi za dobijanje metanola (CO/H2 = 1/2), zatim u procesima hidroformilacije (okso-alkoholi,  = 1/1) kao i za dobijanje smesâ ugljenovodonika Fišer-Tropšovim postupkom (CO/H2 = 2/1). Takođe, može se razdvojiti u sastojke, vodonik i ugljen-monoksid. Vodonik najviše služi za proizvodnju amonijaka ( = 1/3) i u rafinerijskoj preradi nafte, dok se izdvojeni ugljen-monoksid najviše upotrebljava u procesima karbonilacije (sirćetna kiselina, polikarbonati, diizocijanati).

## Postupci dobivanja sintetičkog plina
Sastav sintetičkog gasa direktno zavisi od sirovine, s tim da je najveći prinos na vodoniku pri preradi metana. Tri su temeljna postupka dobivanja: parno reformiranje, delimična (parcijalna) oksidacija i uplinjavanje uglja.
U principu, ali retko u praksi, biomasa i srodne ugljovodonične sirovine mogu se koristiti za proizvodnju biogasa i biouglja u postrojenjima za gasifikaciju otpada u energiju. Nastali gas (uglavnom metan i ugljen-dioksid) se ponekad opisuje kao singas, ali se njegov sastav razlikuje od singasa. Istražena je proizvodnja konvencionalnog singasa (uglavnom H2 i CO) iz otpadne biomase.

### Parno reformisanje
Parno reformisanje je katalitički proces, jednostavan i ekonomičan, koriste se samo „lake” sirovine, ponajprije metan CH4 i u manjem obimu primarni benzin, te vodena para:
Iz sirovine je potrebno prethodno ukloniti katalitičke otrove (sumpor < 1 mg/kg). To je endotermna hemijska reakcija uz heterogene katalizatore (nikal / ), pri visokoj temperaturi od 700 do 800 ºC i pritisku od oko 20 bara.

### Delimična oksidacija
Delimična (parcijalna) oksidacija koristi „teške” sirovine: loživo ulje, ostatke destilacije nafte, naftu; koji sadrže velike udele sumporovih jedinjenja (od 3 do 4%), pa njihovo prethodno uklanjanje nije ekonomično. Stoga se postupak sprovodi bez katalizatora, pri visokim temperaturama (od 1200 do 1500 ºC) i pritisku od 30 do 80 bara.
Temeljne reakcije su:
- delimična oksidacija (ΔH = – )

- reakcija hidratacije (ΔH = +)

### Rasplinjavanje uglja
Reakcijom uglja sa vodenom parom pri visokim temperaturama nastaje sintetički gas (vodeni plin). To je nekad bio najzastupljeniji postupak dobijanja sintetičkog plina (do 1960). Deo uglja (od 30 do 40%) u potpunosti izgara (zato se postupak sprovodi uz smešu  = 1/1), što osigurava reakcionu toplotu za endotermnu reakciju nastajanja smeše CO/H2:
Endotermna reakcija rasplinjavanja (plinofikacije) ugalja zahteva veliki utrošak energije potrebne za temeljnu reakciju, a takođe je potrebna i vrlo visoka temperatura (od 900 do 1000 ºC) za odgovarajuću ukupnu brzinu reakcije, što se osigurava spaljivanjem uglja. Premda je cena sirovine, uglja, prema drugim sirovinama relativno niska, postupak je ekonomičan samo uz vrlo velike proizvodne kapacitete i istodobne primene „na licu mesta” (uz nuklearne elektrane, ugljenokopi u Južnoafričkoj Republici - „Sasol postupak”).

## Alternativne tehnologije nakon dobijanja sintetičkog plina

### Fišer-Tropšov postupak
Fišer-Tropšov postupak je industrijska metoda dobijanja ugljovodonika iz ugljen-monoksida i vodonika (sintetički plin). Postupak, razvijen 1933. su Nemci primenili za dobivanje motornih goriva u Drugom svetskom ratu. Naziv je dobio po nemačkom hemičaru Francu Fišeru (1852—1932) i češkom hemičaru Hansu Tropši (1839—1935). Vodonik i ugljen-monoksid se mešaju u odnosu 2:1 i prevode pri temperaturi od 200 ° preko nikla ili kobalta kao katalizatora. Dobijena smeša ugljovodonika može se razdeliti u dizelsku i benzinsku frakciju. Usavršenim Fišer-Tropšovim postupkom proizvodi se sintetički benzin u Južnoafričkoj Republici, koristeći dva postupka, tzv. „Sasol” i „Sintol” postupci, a sintetički plin se dobija od uglja ili prirodnog plina.

### Biogoriva druge generacije
Biogoriva druge generacije dobijaju se preradom poljoprivrednog i šumskog otpada. Za razliku od prve generacije, biogoriva ove generacije znatno bi mogla smanjiti emisiju ugljen-dioksida 2, a uz to ne koriste izvore hrane kao temelj proizvodnje i neke vrste osiguravaju bolji rad motora. Biogoriva druge generacije koja su trenutačno u proizvodnji su: celulozni etanol, biovodonik (biohidrogen), biometanol, biodimetileten (bio – DME), dimetilformamid (DMF), HTU dizel (engl. HydroThermalUpgrading), Fišer–Trošov dizel i mešavine alkohola. Iz sintetičkog plina (biogoriva) mogu se dobiti celulozni etanol, biovodonik, biometanol, biodimetileten, Fišer–Tropšov dizel ili mešavine alkohola.

## Sastav, put formiranja i termohemija
Hemijski sastav singasa varira u zavisnosti od sirovina i procesa. Singas proizveden gasifikacijom uglja generalno je mešavina od 30 do 60% ugljen monoksida, 25 do 30% vodonika, 5 do 15% ugljen-dioksida i 0 do 5% metana. Takođe sadrži manju količinu drugih gasova. Singas ima manje od polovine energetske gustine prirodnog gasa.
Prva reakcija, između užarenog koksa i pare, je snažno endotermna, stvarajući ugljen monoksid (CO) i vodonik H
2 (vodeni gas u starijoj terminologiji). Kada se sloj koksa ohladi na temperaturu na kojoj endotermna reakcija više ne može da se odvija, para se tada zamenjuje udarom vazduha.
Druga i treća reakcija se zatim odvijaju, proizvodeći egzotermnu reakciju – formirajući u početku ugljen-dioksid i podižući temperaturu sloja koksa – nakon čega sledi druga endotermna reakcija, u kojoj se potonji pretvara u ugljen monoksid. Ukupna reakcija je egzotermna, formirajući „proizvodni gas“ (starija terminologija). Zatim se para može ponovo ubrizgati, zatim vazduh itd, da bi se dobio beskonačan niz ciklusa dok se koks konačno ne potroši. Proizvodni gas ima mnogo nižu energetsku vrednost u odnosu na vodeni gas, prvenstveno zbog razblaživanja atmosferskim azotom. Čisti kiseonik može zameniti vazduh da bi se izbegao efekat razblaživanja, stvarajući gas mnogo veće kalorijske vrednosti.
Da bi se proizvelo više vodonika iz ove smeše, dodaje se više pare i vrši se reakcija promene vodenog gasa:
CO + H
2O  →  CO
2 + H
2
Vodonik se može odvojiti od {\displaystyle {\ce {CO2}}} adsorpcijom putem promene pritiska (PSA), pročišćavanjem amina i membranskim reaktorima. Razne alternativne tehnologije su istražene, ali nijedna nema komercijalnu vrednost. Neke varijacije se fokusiraju na nove stehiometrije kao što su ugljen-dioksid plus metan ili delimična hidrogenacija ugljen-dioksida. Druga istraživanja se fokusiraju na nove izvore energije za pokretanje procesa uključujući elektrolizu, solarnu energiju, mikrotalasne pećnice i električne lukove.
Električna energija proizvedena iz obnovljivih izvora takođe se koristi za preradu ugljen-dioksida i vode u singasu putem elektrolize na visokim temperaturama. Ovo je pokušaj da se održi neutralnost ugljenika u procesu proizvodnje. Audi je, u partnerstvu sa kompanijom Sunfire, otvorio pilot postrojenje u novembru 2014. za proizvodnju e-dizela koristeći ovaj proces.
Singas koji nije metanizovan obično ima nižu toplotnu vrednost od 120 BTU/scf. Netretirani singas se može koristiti u hibridnim turbinama koje omogućavaju veću efikasnost zbog nižih radnih temperatura i produženog veka trajanja delova.

## Literatura
- Prachi Patel (10. 12. 2012). „A Cheap Trick Enables Energy-Efficient Carbon Capture. Using lime to scrub carbon dioxide from power plant smokestacks could cut emissions efficiently and cheaply.”. MIT Technology Review Sustainable Energy. Приступљено 2. 3. 2019.

## Spoljašnje veze
- "Sewage treatment plant smells success in synthetic gas trial" ARENA, accessed December 6 2020
- https://www.technologyreview.com/s/508051/a-cheap-trick-enables-energy-efficient-carbon-capture/